# Linea Akabane
La Linea Akabane (赤羽線?, Akabane-sen) è una linea ferroviaria suburbana, a scartamento ridotto, situata a Tokyo, è gestita dalla East Japan Railway Company.

## Storia
La linea venne inaugurata nel 1885 come un segmento della Linea Shinagawa della Nippon Railway. La compagnia fu nazionalizzata nel 1906 e il servizio elettrico cominciò nel 1909. La linea venne ribattezzata con il nome attuale nel 1972, diventando parte della Linea Yamanote. Il servizio merci venne dismesso a partire dal 1999.
Nel 1985 la Linea Akabane Line fu assorbita dalla Linea Saikyō (tra Shinjuku e Ōmiya) e dalla linea principale Tōhoku (tra Akabane e Ōmiya). Il nome Linea Akabane è quasi completamente scomparso nell'uso commerciale odierno.

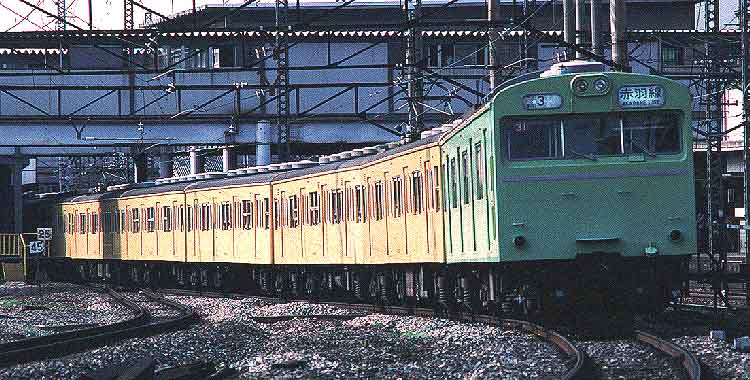
Convoglio della linea

## Percorso
| Stazione  | Giapponese | km  | Luogo    | Luogo |
| --------- | ---------- | --- | -------- | ----- |
| Ikebukuro | 池袋       | 0.0 | Toshima  | Tokyo |
| Itabashi  | 板橋       | 1.8 | Itabashi | Tokyo |
| Jūjō      | 十条       | 3.5 | Kita     | Tokyo |
| Akabane   | 赤羽       | 5.5 | Kita     | Tokyo |